# Primera División 1978/79
Die Primera División 1978/79 war die 48. Spielzeit der höchsten spanischen Fußballliga. Sie startete am 2. September 1978 und endete am 3. Juni 1979.

## Vor der Saison
- Als Titelverteidiger ging der 18-fache Meister Real Madrid ins Rennen. Letztjähriger Vizemeister wurde der FC Barcelona.
- Aufgestiegen aus der Segunda División sind Real Saragossa, Recreativo Huelva und Celta Vigo.

## Vereine
| Verein            | Stadt         | Stadion                       |
| ----------------- | ------------- | ----------------------------- |
| Hércules Alicante | Alicante      | Estadio José Rico Pérez       |
| FC Barcelona      | Barcelona     | Camp Nou                      |
| Español Barcelona | Barcelona     | Estadi Sarrià                 |
| Athletic Bilbao   | Bilbao        | Estadio San Mamés             |
| Burgos CF         | Burgos        | El Plantío                    |
| Sporting Gijón    | Gijón         | El Molinón                    |
| Recreativo Huelva | Huelva        | Estadio Colombino             |
| UD Las Palmas     | Las Palmas    | Estadio Insular               |
| Real Madrid       | Madrid        | Estadio Santiago Bernabéu     |
| Atlético Madrid   | Madrid        | Estadio Vicente Calderón      |
| Rayo Vallecano    | Madrid        | Nuevo Estadio de Vallecas     |
| UD Salamanca      | Salamanca     | Estadio Helmántico            |
| Real Sociedad     | San Sebastián | Estadio de Atotxa             |
| Racing Santander  | Santander     | Estadio El Sardinero          |
| Real Saragossa    | Saragossa     | La Romareda                   |
| FC Sevilla        | Sevilla       | Estadio Ramón Sánchez Pizjuán |
| FC Valencia       | Valencia      | Estadio Luis Casanova         |
| Celta Vigo        | Vigo          | Estadio Balaídos              |

## Abschlusstabelle
| Pl. | Verein                | Sp. | S  | U  | N  | Tore    | Diff. | Punkte |
| --- | --------------------- | --- | -- | -- | -- | ------- | ----- | ------ |
| 1.  | Real Madrid (M)       | 34  | 16 | 15 | 3  | 061:360 | +25   | 47:21  |
| 2.  | Sporting Gijón        | 34  | 17 | 9  | 8  | 050:350 | +15   | 43:25  |
| 3.  | Atlético Madrid       | 34  | 14 | 13 | 7  | 055:370 | +18   | 41:27  |
| 4.  | Real Sociedad         | 34  | 18 | 5  | 11 | 053:360 | +17   | 41:27  |
| 5.  | FC Barcelona (P)      | 34  | 16 | 6  | 12 | 069:370 | +32   | 38:30  |
| 6.  | UD Las Palmas         | 34  | 14 | 9  | 11 | 049:430 | +6    | 37:31  |
| 7.  | FC Valencia           | 34  | 14 | 7  | 13 | 044:390 | +5    | 35:33  |
| 8.  | Español Barcelona     | 34  | 15 | 5  | 14 | 037:460 | −9    | 35:33  |
| 9.  | Athletic Bilbao       | 34  | 12 | 10 | 12 | 056:460 | +10   | 34:34  |
| 10. | UD Salamanca          | 34  | 13 | 8  | 13 | 036:400 | −4    | 34:34  |
| 11. | FC Sevilla            | 34  | 12 | 9  | 13 | 047:480 | −1    | 33:35  |
| 12. | Hércules Alicante     | 34  | 13 | 5  | 16 | 032:380 | −6    | 31:37  |
| 13. | Burgos CF             | 34  | 10 | 12 | 12 | 038:470 | −9    | 32:36  |
| 14. | Real Saragossa (N)    | 34  | 12 | 6  | 16 | 056:590 | −3    | 30:38  |
| 15. | Rayo Vallecano        | 34  | 9  | 11 | 14 | 031:540 | −23   | 29:39  |
| 16. | Celta Vigo (N)        | 34  | 9  | 10 | 15 | 035:550 | −20   | 28:40  |
| 17. | Racing Santander      | 34  | 9  | 4  | 21 | 037:630 | −26   | 22:46  |
| 18. | Recreativo Huelva (N) | 34  | 8  | 5  | 21 | 039:660 | −27   | 21:47  |

Platzierungskriterien: 1. Punkte – 2. Direkter Vergleich (Punkte, Tordifferenz, geschossene Tore) – 3. Tordifferenz – 4. geschossene Tore

| (M) | amtierender Meister              |
| (P) | amtierender Pokalsieger          |
| (N) | Neuaufsteiger der letzten Saison |

## Kreuztabelle
| 1978/79           | Real Madrid | Sporting Gijón | Atlético Madrid | Real Sociedad | FC Barcelona | UD Las Palmas | FC Valencia | Español Barcelona | Athletic Bilbao | UD Salamanca | FC Sevilla | Hércules Alicante | Burgos CF | Real Saragossa | Rayo Vallecano | Celta Vigo | Racing Santander | Recreativo Huelva |
| ----------------- | ----------- | -------------- | --------------- | ------------- | ------------ | ------------- | ----------- | ----------------- | --------------- | ------------ | ---------- | ----------------- | --------- | -------------- | -------------- | ---------- | ---------------- | ----------------- |
| Real Madrid       |             | 3:2            | 1:1             | 2:1           | 3:1          | 1:1           | 2:1         | 0:0               | 2:1             | 3:1          | 1:1        | 0:0               | 4:1       | 2:1            | 4:1            | 2:0        | 5:1              | 4:0               |
| Sporting Gijón    | 0:1         |                | 4:1             | 3:2           | 3:1          | 3:1           | 2:0         | 0:0               | 4:3             | 1:0          | 2:0        | 2:0               | 3:0       | 1:0            | 3:0            | 2:2        | 1:0              | 2:0               |
| Atlético Madrid   | 2:2         | 0:0            |                 | 2:2           | 1:1          | 1:1           | 2:1         | 1:0               | 4:0             | 1:0          | 2:2        | 3:0               | 1:2       | 3:1            | 0:0            | 4:0        | 3:0              | 1:0               |
| Real Sociedad     | 0:0         | 2:0            | 0:2             |               | 2:0          | 2:0           | 1:0         | 2:1               | 2:1             | 3:1          | 2:1        | 2:1               | 4:1       | 4:1            | 2:0            | 1:0        | 3:0              | 2:3               |
| FC Barcelona      | 2:0         | 6:0            | 2:4             | 1:3           |              | 4:0           | 1:1         | 2:1               | 4:3             | 3:0          | 1:0        | 3:0               | 2:0       | 5:0            | 9:0            | 6:0        | 1:0              | 2:0               |
| UD Las Palmas     | 2:2         | 0:0            | 1:0             | 2:0           | 2:1          |               | 2:0         | 3:0               | 1:1             | 4:0          | 2:1        | 2:1               | 3:1       | 0:0            | 1:2            | 0:0        | 1:2              | 3:0               |
| FC Valencia       | 0:1         | 4:0            | 2:0             | 1:0           | 2:1          | 3:1           |             | 2:1               | 0:0             | 0:0          | 5:2        | 0:0               | 1:0       | 3:1            | 1:1            | 4:0        | 3:1              | 1:0               |
| Español Barcelona | 1:1         | 1:0            | 2:1             | 2:0           | 0:2          | 2:1           | 1:0         |                   | 1:0             | 2:1          | 2:0        | 2:1               | 1:0       | 1:0            | 2:1            | 1:1        | 2:3              | 1:0               |
| Athletic Bilbao   | 3:3         | 1:1            | 2:1             | 1:1           | 3:1          | 3:0           | 2:0         | 1:0               |                 | 3:0          | 2:3        | 4:1               | 1:2       | 2:2            | 2:0            | 3:1        | 4:1              | 5:3               |
| UD Salamanca      | 1:1         | 0:0            | 2:2             | 1:3           | 1:0          | 1:0           | 3:1         | 2:0               | 1:0             |              | 3:1        | 1:0               | 1:1       | 3:1            | 1:1            | 1:0        | 1:0              | 2:0               |
| FC Sevilla        | 2:1         | 1:1            | 1:1             | 1:0           | 1:1          | 0:1           | 0:2         | 4:3               | 0:0             | 2:1          |            | 1:0               | 1:1       | 1:0            | 2:0            | 1:0        | 3:1              | 6:1               |
| Hércules Alicante | 1:2         | 1:0            | 0:0             | 0:0           | 0:2          | 1:0           | 3:0         | 3:3               | 0:1             | 1:0          | 1:0        |                   | 1:0       | 1:0            | 4:1            | 2:0        | 1:0              | 2:0               |
| Burgos CF         | 2:2         | 0:2            | 0:1             | 1:1           | 1:0          | 1:1           | 1:1         | 1:0               | 1:0             | 1:0          | 2:2        | 0:0               |           | 1:1            | 1:1            | 1:0        | 1:0              | 1:0               |
| Real Saragossa    | 1:0         | 1:3            | 4:3             | 4:0           | 1:1          | 3:1           | 3:0         | 8:1               | 1:1             | 1:0          | 3:2        | 1:2               | 4:2       |                | 2:0            | 2:1        | 3:2              | 1:1               |
| Rayo Vallecano    | 1:1         | 2:1            | 1:3             | 0:4           | 1:1          | 2:2           | 0:1         | 2:0               | 1:0             | 0:0          | 1:0        | 3:0               | 2:2       | 1:0            |                | 2:0        | 2:1              | 1:1               |
| Celta Vigo        | 2:2         | 1:1            | 2:2             | 1:0           | 2:1          | 1:2           | 0:0         | 0:1               | 0:0             | 1:1          | 1:1        | 2:1               | 3:2       | 5:3            | 2:1            |            | 2:0              | 3:2               |
| Racing Santander  | 1:1         | 0:2            | 1:1             | 1:0           | 2:1          | 2:4           | 3:1         | 0:1               | 1:1             | 2:4          | 2:3        | 0:2               | 2:2       | 3:2            | 1:0            | 2:0        |                  | 1:0               |
| Recreativo Huelva | 1:2         | 1:1            | 0:1             | 1:2           | 0:0          | 2:4           | 4:3         | 3:1               | 3:2             | 1:2          | 2:1        | 3:1               | 1:5       | 3:0            | 0:0            | 1:2        | 2:1              |                   |

## Nach der Saison
Internationale Wettbewerbe
- 1. – Real Madrid – Europapokal der Landesmeister
- 2. – Sporting Gijón – UEFA-Pokal
- 3. – Atlético Madrid – UEFA-Pokal
- 4. – Real Sociedad – UEFA-Pokal
- Gewinner der Copa del Rey – FC Valencia – Europapokal der Pokalsieger
- FC Barcelona qualifizierte sich für den Europapokal der Pokalsieger als Titelverteidiger

Absteiger in die Segunda División
- 16. – Celta Vigo
- 17. – Racing Santander
- 18. – Recreativo Huelva

Aufsteiger in die Primera División
- AD Almería
- CD Málaga
- Betis Sevilla

## Pichichi-Trophäe
Die Pichichi-Trophäe wird jährlich für den besten Torschützen der Spielzeit vergeben.
| Pl. | Nat.         | Spieler                 | Verein          | Tore |
| --- | ------------ | ----------------------- | --------------- | ---- |
| 1   | Osterreich   | Hans Krankl             | FC Barcelona    | 29   |
| 2   | Spanien 1977 | Quini                   | Sporting Gijón  | 23   |
| 3   | Spanien 1977 | Jesús María Satrústegui | Real Sociedad   | 20   |
| 4   | Spanien 1977 | Pichi Alonso            | Real Saragossa  | 19   |
|     | Argentinien  | Rubén Cano              | Atlético Madrid | 19   |

## Die Meistermannschaft von Real Madrid
| 1.          | Real Madrid |
| Real Madrid | - Tor: Mariano García Remón (19/-); Miguel Ángel (16/-); José Maté (1/-) - Abwehr: Enrique Wolff (34/1); Gregorio Benito (30/1); Isidoro San José (28/1); Pirri (25/5); Juan Sol (21/-); Andrés Sabido (11/1); Rafael García Cortés (2/-) - Mittelfeld: Vicente del Bosque (30/2); Ico Aguilar (26/9); Uli Stielike (24/2); Isidro Díaz (18/-); Francisco García Hernández (11/4); Alberto Vitoria (9/-) - Sturm: Santillana (33/18); Juanito (29/6); Henning Jensen (27/3); Roberto Martínez (23/4); Carlos Guerini (13/2) - Trainer: Luis Molowny |